# John van Rijswijck
John van Rijswijck   (Luxemburg, 16 de gener de 1962) fou un futbolista luxemburguès de la dècada de 1980.
Fou 42 cops internacional amb la selecció luxemburguesa. Pel que fa a clubs, defensà els colors de Jeunesse Esch.